# Arturo Ossorio Arana
Arturo Ossorio Arana (Morón, Buenos Aires; 8 de noviembre de 1902-Buenos Aires, 6 de diciembre de 1967) fue un militar argentino, teniente general del Ejército y miembro del ala dura del antiperonismo. Estuvo presente en acontecimientos de la década de 1950. Se desempeñó como ministro de Ejército (1955-1956), interventor federal de facto de la provincia de Buenos Aires (1955) y comandante en jefe del Ejército (1957-1958) durante la Revolución Libertadora. Estuvo presente en el intento de golpe de Estado del 28 de septiembre de 1951 y en el golpe del 16 de septiembre de 1955.

## Carrera
Cuando estalló el golpe de Estado de 1930, era teniente primero y estuvo en la columna del Colegio Militar que marchó a la Casa de Gobierno en Capital Federal.
Fue pasado a retiro por el ministro Franklin Lucero, por haber sido considerado responsable de hechos cometidos por grupos de jóvenes oficiales antiperonistas sublevados durante un intento de golpe de Estado contra Juan Domingo Perón en 1951. Tras un nuevo intento de derrocamiento contra Perón el 16 de junio de 1955 —que incluyó algunos combates y dos bombardeos sobre Plaza de Mayo que se cobraron la mayoría de las 308 vidas y aproximadamente 800 heridos entre uniformados y civiles— Ossorio Arana conspiró con los generales Pedro Eugenio Aramburu y Eduardo Lonardi para una nueva sublevación militar y golpe de Estado. En septiembre, inició el golpe de Estado autodenominado «Revolución Libertadora» desde la Escuela de Artillería de Córdoba.
Concluido el golpe, fue designado por el dictador Lonardi en el cargo de interventor federal de la provincia de Buenos Aires.
Posteriormente, fue ministro de Ejército de las respectivas dictaduras de Lonardi y Aramburu. Fue también uno de los impulsores de la reintroducción de la ley marcial en la Argentina; la misma fue establecida por un decreto firmado por Aramburu, Rojas, los ministros de Ejército, Arana; de Marina, Teodoro Hartung; de Aeronáutica, Julio César Krause y de Justicia, Laurean Landaburu. Sobre la base de este decreto se ordenó el fusilamiento de 23 militares y civiles peronistas que intentaron una rebelión contra la dictadura de Aramburu, entre ellos las víctimas de los fusilamientos de José León Suárez.
El 21 de noviembre de 1956 relevó al general Francisco Zerda nombrándose a sí mismo comandante en jefe y acto seguido procedió a relevar a todos los comandantes rebeldes. El 25 de noviembre nombró comandante en jefe al general Luis Carlos Raimundo Bussetti. Sin embargo, la falta de disciplina de este y otros oficiales determinó la renuncia de Ossorio como ministro. Asumió el teniente general Víctor Jaime Majó, quien relevó a Bussetti y nombró comandante en jefe al propio Ossorio el 22 de julio de 1957.
En la presidencia del radical Arturo Frondizi, el general Ossorio adhería al sector golpista del ejército (posición minoritaria). El 16 de junio de 1959, la IV División y la Guarnición Militar Córdoba iniciaron un nuevo "planteo" exigiendo a Frondizi la renuncia del subsecretario de guerra, coronel Manuel Reimundes. Ese momento Ossorio Arana se trasladó a Córdoba con intención de producir un nuevo golpe, donde no lo acompañó la guarnición ("legalista"), y terminó retirándose de los cuarteles.
Sus restos se encuentran en el Cementerio de Recoleta.